# Luis Aguirre Benavides
Luis Aguirre Benavides (Parras de la Fuente, Coahuila; 10 de febrero de 1886 - Ciudad de México; 27 de agosto de 1976) fue un político mexicano que participó en el movimiento maderista siendo secretario particular de Gustavo A. Madero y tras su muerte, Pancho Villa. Sus hermanos Adrián Aguirre Benavides, Gustavo Aguirre Benavides y Eugenio Aguirre Benavides también fueron revolucionarios. Este último siendo fusilado en Los Aldamas, Nuevo León.
Siendo amigo y compañero de Francisco y Gustavo Madero se unió a sus filas revolucionarias compartiendo su ideal. 
Fue el encargado de recuperar el cuerpo de Gustavo A. Madero quien fue asesinado en La Ciudadela para darle sepultura. Tras su muerte se unió a las filas villistas, tratando de controlar los excesos del general, de quien finalmente se separó junto con su hermano Eugenio ante los conflictos del poder entre Villa y Carranza.
Al finalizar la Revolución regresó a su tierra natal donde murió.
Después de la Revolución escribió un libro con sus memorias "De Madero a Villa" donde sin aspavientos narra los acontecimientos revolucionarios vividos en carne propia, desde los inicios de la revolución hasta el conflicto armado y la pérdida de sus seres queridos. 

“Todo mexicano, cada hogar mexicano, pagó, como nosotros, su cuota de sangre para vivir y gozar de las conquistas obtenidas en aquella lucha libertaria.”
Luis Aguirre Benavides

Falleció en la Ciudad de México el 27 de agosto de 1976.
- Datos: Q5982644